# سندرم پرون بلی
سندرم پرون بلی یا سندرم شکم‌هلویی (به انگلیسی: Prune belly syndrome)، یک ناهنجاری مادرزادی نادر است که شیوع آن تقریباً یک در هر ۴۰۰۰۰ تولد است. تقریباً ۹۷ درصد موارد نوزادان پسر هستند. این بیماری یک ناهنجاری سیستم ادراری است که با تریاد شل بودن جدار شکم، کریپتورکیدیسم دو طرفه و اتساع سیستم ادراری به خصوص حالب‌ها مشخص می‌گردد.

## علائم
1. عدم تشکیل نسبی یا کامل عضلات شکم که باعت نمای چروکیده پوست در این ناحیه می‌گردد.
2. عدم نزول دوطرفه بیضه‌ها
3. ابنورمالی‌های سیستم ادراری مانند اتساع حالب‌ها و..
4. عفونت‌های برگشت‌پذیر دستگاه ادراری

## تشخیص
این سندروم را می‌توان با سونوگرافی در هنگام حاملگی تشخیص داد. حفره غیرطبیعی بزرگ شکمی که شبیه یک فرد چاق است شاخص کلیدی تشخیص می‌باشد، چرا که تورم شکم همراه با افزایش فشار ادرار انباشته‌شده ایجاد شده‌است.

## عوارض
این سندرم باعث اتساع ارگان‌های داخلی هم چون مثانه، حالب‌ها و روده‌های می‌گردد. جراحی در اکثر این بیماران لازم است اما نمی‌تواند این اندام‌ها را به اندازه نرمال خود بازگرداند. نشان داده شده‌است که ریداکشن مثانه به اندازه طبیعی به علت ضعف عضلات بی‌اثر خواهد بود و پس از مدتی مثانه به اندازه پیشین خود بازمی‌گردد. این بیماران اغلب به دیگر بدشکلی‌های ماهیچه‌ای-اسکلتی همچون pectus excavatum، اسکولیوز، دررفتگی مادرزادی هیپ و… دچار هستند.
احتمال باروری در این بیماران کم است.

## درمان
نوع درمان همچون دیگر بیماری‌های مشابه به‌شدت علائم این سندرم بستگی دارد.
معمولاً جراحی در این بیماران در سن ۶ تا ۱۲ ماهگی انجام می‌گردد و شامل بازسازی جدار شکم و ارکیدوپکسی دوطرفه است و جراحی حالب انجام نمی‌شود، مگر در مواردی که انسداد وجود داشته باشد.